# Bump (entreprise)
Bump (ou Bump Charge) est une entreprise française créée en 2020 et spécialisée dans l'installation de bornes de recharge pour véhicules électriques,.
Fondée par François Oudot et François Paradis,, l'entreprise se spécialise dans les solutions de recharge rapide pour les véhicules électriques.

## Histoire
En juillet 2021, Bump inaugure son premier hub de recharge (10 points de recharge rapide) pour véhicules électriques à Paris, au Jardin des Plantes. Dans les mois qui suivent, cinq nouveaux hubs sont installés dans Paris.
En octobre 2022, Bump lance une nouvelle application dotée d'un comparateur de prix pour aider les utilisateurs de voitures électriques à trouver les bornes de recharge les moins chères et les plus proches,. 
En février 2023, C Chez Vous (CCV), spécialiste du transport et de la livraison, filiale du réseau de colis Geopost, confie la recharge de sa flotte de camions à Bump. 60 bornes de recharge rapide sont déployées sur les sites logistiques de l’entreprise.
En 2023 Bump conclut des accords de partenariats avec Iptrans Auto Paris, Monoprix le Groupe Barrière, le Groupe Fraikin, la polyclinique de Picardie à Amiens et Enedis.
En juin 2023, Bump nomme Matthieu de Cointet (ex-Neoen) en tant que directeur du déploiement et Pierre-Yves Pinault (ex-AVOB et fondateur de Granomy, une marque de produits alimentaires sains) au poste de directeur d’exploitation.